# Günther Weisenborn

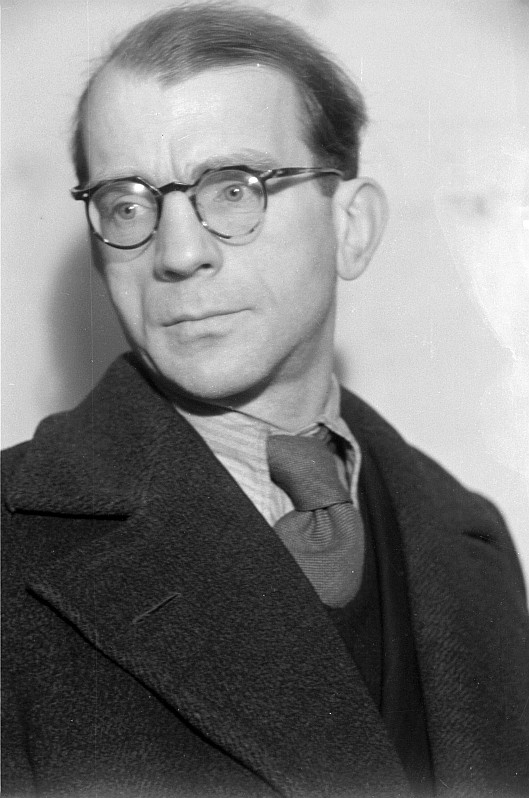
Porträt Weisenborn 1946

Günther Weisenborn (* 10. Juli 1902 in Velbert; † 26. März 1969 in West-Berlin) war ein deutscher Schriftsteller und Widerstandskämpfer gegen den Nationalsozialismus.

## Leben
Weisenborn wuchs in Opladen auf und war Anfang der 1920er Jahre freier Mitarbeiter der Opladener Zeitung. Nach Abschluss seines Germanistik- und Medizinstudiums an der Universität zu Köln, der Rheinischen Friedrich-Wilhelms-Universität Bonn und der Friedrich-Wilhelms-Universität Berlin 1927 war Weisenborn zunächst als Schauspieler an verschiedenen Theatern tätig. Er wurde 1928 Dramaturg an der Berliner Volksbühne, an der am 16. Oktober 1928 sein Antikriegsstück U-Boot S4 in der Regie von Leo Reuß uraufgeführt wurde. Zusammen mit Robert Adolf Stemmle schrieb er den Text zu der 1932 von Walter Gronostay vertonten „proletarischen Ballade“ Mann im Beton.

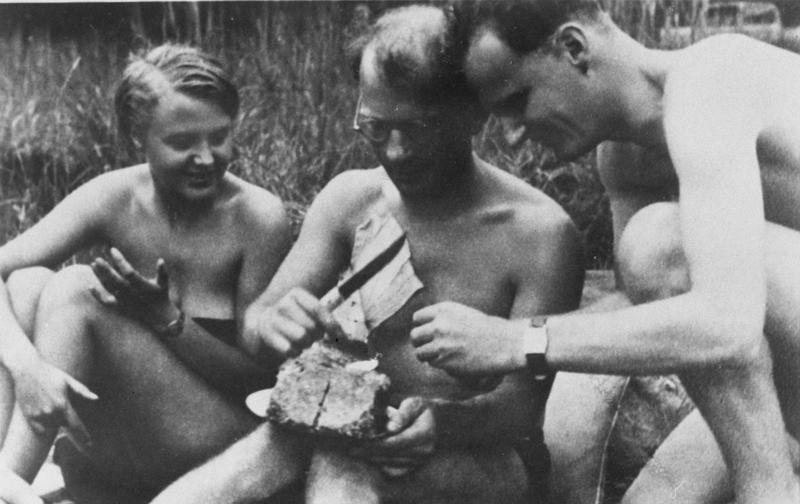
Günther Weisenborn (Mitte) mit Harro Schulze-Boysen und Marta Husemann

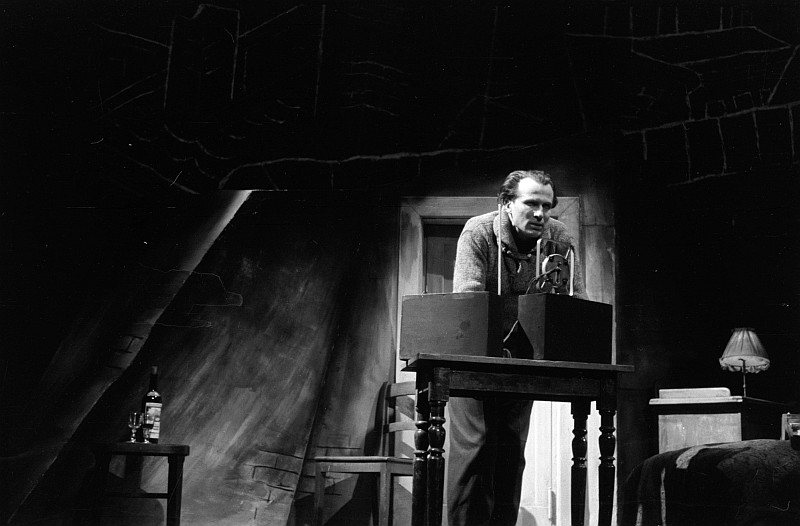
Am 21. März 1946 wurde Die Illegalen am Berliner Hebbel-Theater uraufgeführt (Szenenbild mit Ernst Wilhelm Borchert).

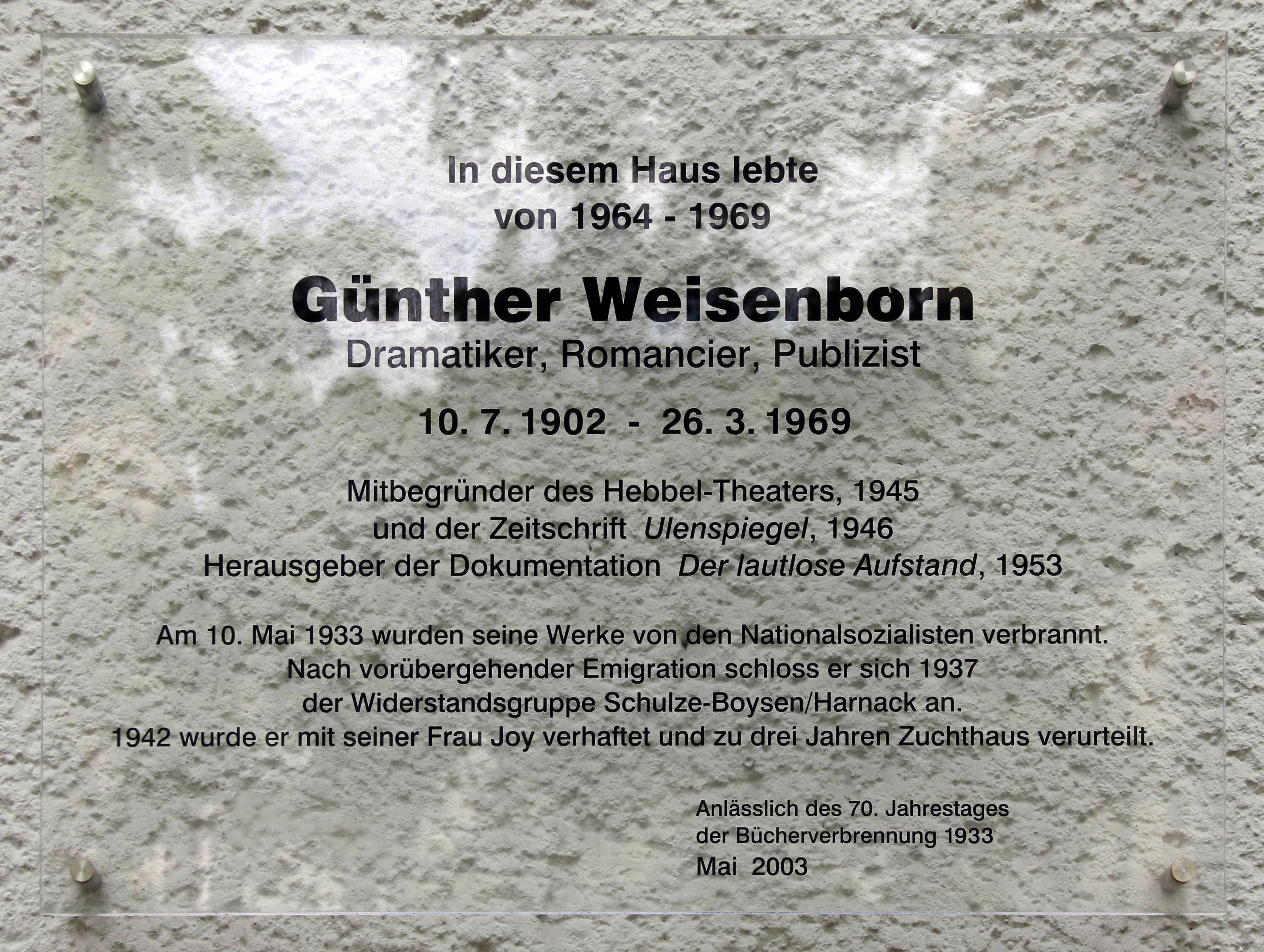
Gedenktafel am Haus Niedstraße 25 in Berlin-Friedenau

Nach der Machtübernahme der Nationalsozialisten wurden seine Bücher verboten, er konnte jedoch unter den Pseudonymen W. Bohr, Christian Munk und Eberhard Förster weiterhin schreiben. Nach kurzer Emigration in die USA 1936 kehrte er Ende 1937 nach Deutschland zurück und führte ein Doppelleben: Einerseits war er Teil des nationalsozialistischen Kulturbetriebs (seit 1941 Dramaturg am Berliner Schillertheater), andererseits unterstützte er die Widerstandsorganisation um Harro Schulze-Boysen.
Im Jahr 1941 heiratete Weisenborn Margarete Schnabel (1914–2004), genannt „Joy“, die er 1939 als Mitbewohnerin von Libertas und Harro Schulze-Boysen kennengelernt hatte. Er war daran beteiligt, eine Verbindung zur Auslandsleitung der KPD in der Schweiz herzustellen. Er hatte von den Funkverbindungen einiger Mitglieder der illegalen Gruppe zu sowjetischen Organen Kenntnis und lieferte ihnen Berichte und Informationen.
Seit September 1942 von der Gestapo in der Prinz-Albrecht-Straße inhaftiert, wurde Weisenborn 1943 vom Reichskriegsgericht wegen Hochverrats zum Tode verurteilt. Das Urteil wurde schließlich in eine Zuchthausstrafe abgemildert. In dem 1947 erschienenen autobiographischen Memorial beschreibt Weisenborn in kurzen anekdotischen „Haftstücken“ aus seiner Zeit in Nazi-Haft die faschistische Vernichtungsstrategie.
Heute wird in der Dauerausstellung Topographie des Terrors an Weisenborns Berliner Haftzeit erinnert.
Im April 1945 befreite die Rote Armee Weisenborn aus dem Zuchthaus Luckau. Kurz darauf wurde er von der sowjetischen Besatzungsmacht zum Bürgermeister im nahen Langengrassau (heute Gemeinde Heideblick) ernannt.
Im Oktober 1947 richtete er den Ersten Deutschen Schriftstellerkongress mit aus. Nach seiner Rückkehr nach West-Berlin wirkte er an der Seite von Intendant Karlheinz Martin am Hebbel-Theater, war von 1945 bis 1947 Mitherausgeber der satirischen Zeitschrift Ulenspiegel und Mitbegründer des Studio 46, das 1946 mit der Uraufführung seines Dramas Die Illegalen eröffnete, in dem er seine Erfahrungen im Widerstand verarbeitete.
1947 erstattete er gemeinsam mit Adolf Grimme und Greta Kuckhoff Anzeige gegen Manfred Roeder, den Chefankläger in den Verfahren gegen die Rote Kapelle, wegen Verbrechen gegen die Menschlichkeit. Das Ermittlungsverfahren wurde von der NS-belasteten Staatsanwaltschaft Lüneburg verschleppt und Ende 1951 eingestellt.
In der Zeit von 1951 bis 1953 war Weisenborn Chefdramaturg der Hamburger Kammerspiele und veröffentlichte 1953 mit dem Buch Der lautlose Aufstand den ersten umfassenden Dokumentarbericht über den deutschen Widerstand. Vortragsreisen führten ihn nach Burma, in die VR China, nach Indien, in die UdSSR sowie nach London, Paris, Prag und Warschau. Weisenborn engagierte sich als Pazifist gegen die Wiederbewaffnung der Bundesrepublik Deutschland und warnte vor der atomaren Bedrohung. Im Jahr 1955 schrieb er das Drehbuch zu Falk Harnacks Film Der 20. Juli. Er erhielt für diese Arbeit den Bundesfilmpreis in Silber. Ebenfalls 1955 stiftete er die von der Dramatiker Union ausschließlich an Nicht-Mitglieder vergebene Auszeichnung Silbernes Blatt für „Persönlichkeiten […], die sich besonders um die Förderung des zeitgenössischen dramatischen Schaffens verdient gemacht haben“.
Zu seinen späteren Arbeiten für den Film gehören Dokumentationen des Widerstands in Nazi-Deutschland, aber auch das Drehbuch zu Wolfgang Staudtes Verfilmung von Bertolt Brechts Die Dreigroschenoper. Ab 1964 lebte er in West-Berlin. 1956 kauften Joy und er ein kleines Bauerngehöft mitten in einem Weinberg in Agarone im Kanton Tessin bei Locarno.
Es war sein Wunsch, auf dem Friedhof von Agarone, der sich in Gerre di Sotto befindet, in einem Urnengrab seine letzte Ruhe zu finden. Seine Frau Joy lebte seit seinem Tod in Agarone und ist dort auch begraben.
Weisenborns hatten zwei Söhne, den erstgeborenen und bis 2011 als Arzt tätigen Sohn Sebastian (* 1946) und Christian Weisenborn (* 1947). Letzter ist Dokumentarfilmer. Von ihm stammen u. a. die Filme Verräterkinder und Die guten Feinde, der die Geschichte seines Vaters und der „Roten Kapelle“ erzählt.

## Mitgliedschaften und Auszeichnungen
Vom Präsidium des Obersten Sowjets der UdSSR erhielt Weisenborn am 6. Oktober 1969 postum als antifaschistischer Widerstandskämpfer den Orden des Vaterländischen Krieges Erster Stufe verliehen.
Günther Weisenborn war Vorsitzender des Schutzverbandes deutscher Autoren, Mitglied der Freien Akademie der Künste in Hamburg, der Deutschen Akademie der darstellenden Künste mit damaligem Sitz in Frankfurt am Main, korrespondierendes Mitglied der Deutschen Akademie der Künste mit damaligem Sitz in Ost-Berlin, des P.E.N.-Clubs und der europäischen Schriftstellervereinigung Comes. Er erhielt den Preis der Académie des Hespérides.
In seiner Geburtsstadt Velbert sowie in Leverkusen erinnern Straßennamen an ihn.

## Werke
- U-Boot S4 (Drama 1928)
- Barbaren (Roman 1931)
- mit Richard Huelsenbeck: Warum lacht Frau Balsam? (Drama 1932)
- Die Neuberin (Schauspiel 1934, zusammen mit Eberhard Keindorff)
- Das Mädchen von Fanö (Roman 1935, verfilmt 1940/1941: Das Mädchen von Fanö)
  - Neuausgabe: Friedrich Trüjen Verlag, Bremen 1949.
- Die einsame Herde. Buch der wilden blühenden Pampa, Dresden 1937 (als Christian Munk)
- Die Furie, Roman, 1937, Neuausgabe Piper, München 1948; wieder Steidl, Göttingen 1998, ISBN 3-88243-550-X (= Bibliothek der Romane, 3)
- Ahnung (Gedicht 1942, geschrieben im Zuchthaus Moabit)
- Mit Joy Weisenborn: „Wenn wir endlich frei sind.“ Briefe, Lieder, Kassiber 1942–1945. 1984
  - Erw. Neuauflage, mit Einleitung von Hermann Vinke. Hrsg. Elisabeth Raabe. Arche, Zürich 2008, ISBN 978-3-7160-2378-5
- Die Illegalen. Drama aus der deutschen Widerstandsbewegung. 1946
- Memorial. Autobiografie, 1947, Verlag Kurt Desch, München, Wien, Basel. Neuauflagen u. a. im Verbrecher Verlag 2019, Hg. von Carsten Ramm, ISBN 978-3-95732-376-7
- Zwei Männer (1949, veröffentlicht in Tausend Gramm Hg. Wolfgang Weyrauch)
- Spanische Hochzeit. Ein kleines Schauspiel, Aufbau Verlag, Berlin 1949
- Ballade vom Eulenspiegel. Vom Federle und von der dicken Pompanne, Aufbau Verlag, Berlin 1949

- Drei ehrenwerte Herren (1951)
- L’art dramatique allemand. Quelques explications. In: Zs. L’Allemagne d’aujourdhui. Jg. 1, H. 5, Juli 1953, S. 532 f.
- Der lautlose Aufstand (1953), über den Widerstand gegen den Nationalsozialismus (auf Basis des zusammengetragenen Materials von Ricarda Huch), zweite vervielfältigte und verbreitete Auflage (1954), verschiedene Neuauflagen: Röderberg, Frankfurt am Main 1991, ISBN 3-87682-022-7 (= Bibliothek des Widerstandes); französische Übersetzung von Raymond Prunier: Une Allemagne contre Hitler, Félin, Paris 2000, ISBN 978-2-86645-653-5.
- Der dritte Blick (1956)
- Auf Sand gebaut. Roman. Verlag Kurt Desch, Wien / München / Basel 1956, DNB 455433208.
- Der Verfolger (1961)
- Am Yangtse steht ein Riese auf. Notizbuch aus China (1961)
- Der gespaltene Horizont. Niederschriften eines Außenseiters (1965)
- Ein gleichgültiger Mittwoch (1967)
- Joy Weisenborn und Günther Weisenborn.: Liebe in Zeiten des Hochverrats: Tagebücher und Briefe aus dem Gefängnis 1942–1945. Herausgegeben von Christian Weisenborn, Sebastian Weisenborn und Hans Woller. C.H.Beck, München 2017, ISBN 978-3-406-71422-1 (Leseprobe).[7]
- Bist du ein Mensch, so bist du auch verletzlich. Ein Lesebuch. Hg. von Carsten Ramm. Verbrecher Verlag, Berlin 2019, ISBN 978-3-95732-377-4

## Hörspiele
- 1957: Reiherjäger – Regie: Werner Stewe (Rundfunk der DDR)
- 1958: Yang-Tse-Kiang – Regie: Werner Stewe (Rundfunk der DDR)
- 1969: Fünfzehn Schnüre Geld – Bearbeitung und Regie: Ferry Bauer (Hörspielbearbeitung – ORF Oberösterreich)